# Novela sobre el destino humano
Novela sobre el destino humano (en ucraniano: Роман про людське призначення) es una novela épica de realismo mágico de la escritora ucraniana Emma Andijewska escrita por la autora entre 1970 y 1980 y publicada por primera vez en 1982. La novela narra la vida de ucranianos que se vieron abocados a la emigración. La obra se distingue por tener más de 500 personajes y por la longitud de las frases, que alcanzan varias páginas. 
El original estilo y la extraordinaria trama de la novela fueron comentados y estudiados por Yuriy Shevelov, Danylo Husar Struk e Ivan Fizer. La novela fue publicada dos veces: en 1982 por la editorial muniquesa "Suchasnist" y en 1992 por la editorial kievita "Oriy".
En 1984, Emma Andijewska recibió el premio Antonovych por esta novela. La novela fue incluida en la lista de 100 obras literarias ucranianas notables elaborada por PEN Ucrania.

## Particularidades de la novela
La novela describe los acontecimientos que tuvieron lugar en Ucrania y entre la diáspora ucraniana en diferentes países del mundo. En la novela se mencionan a menudo personajes históricos conocidos entre la diáspora ucraniana. Entre otros, se incluyen: Vasil Barka, Josyf Slipyj, Jacques Hnizdovsky, Gregor Kruk, Bogdán Stashinski, Yosyp Hirniak, Ivanka Vynnykiv, Maria Dolnytska, Volodymyr Kubijovyč y su esposa Daria Siyak, Valentyn Moroz y Catherine Desnitski.
La novela está ambientada en múltiples lugares de todo el mundo: Múnich, New York, Nueva Zelanda, Pensilvania, Khust, Praga, Roma, etc. A pesar de esta ambientación internacional, casi todos los personajes son ucranianos, con pocas excepciones. 
Muchos personajes del libro poseen habilidades sobrenaturales. Tal es el caso de Dzindra, un cosaco-kharakternyk inmortal y autor de la teoría de los espejos, gracias a la cual se puede atravesar las paredes. El inventor vagabundo Ivan Bezruchko también tiene un estatus especial en la novela. Parece intervenir en el destino de los personajes como un poder superior. Al igual que los personajes de las novelas de Castaneda, Bezruchko también oculta su pasado. Bezruchko nunca se separa de su ganso de cuento, Juno, que puede hablar latín y tragar serpientes. Entre los protagonistas de la novela hay más personajes mitológicos, como Víktor Platonovych Kentavr (centauro), que es un patriota de Ucrania, una pequeña esfinge y Neptuno. En la novela aparecen varios alquimistas, uno de los cuales resucita al personaje Yevhen Poshelyuzhny. Algunos héroes pueden atravesar paredes, montar rayos y ver el futuro.
Además de diversas transformaciones y visiones, los personajes utilizan algunos objetos mágicos, algunos de los cuales se describen con detalle:
- El tanque de lino de Bezruchko.
- La rueda de la fortuna de Bezruchko.
- El rayo-espejo de hierro fundido similar a un huevo utilizado por Dzyndra.
- Santo Grial en el Monasterio de las Cuevas de Kiev.
- Un diamante blando.
- Bobinas de tiempo.
- Compañera de vestuario de Vereta.
- El collar del mal de Bodan Chaplya.
- El percutor de fuego de Tsyzyo.

La novela es fuertemente antiimperialista. El gobierno soviético y los rusos son calificados a menudo de "unitarios", "felices de la humanidad", que intentan desplazar a los ucranianos "a su propia, pero no tan propia tierra". En la novela, Stalin es llamado "Yoska", y Lenin "el barbudo".
Según el investigador de las novelas de Andievska, O. Smerek, la novela intenta crear un mito de Ucrania[3]. Las palabras de Taras Shevchenko fueron elegidas como epígrafe de la obra "... ¡Exaltaré a estos pequeños esclavos mudos!". El centro de la tierra en la novela se sitúa en Kiev, en la calle Khreshchatyk. A Kiev se la llama la ciudad eterna.
Del mismo modo, los símbolos nacionales ucranianos (escudo e himno) adquieren importancia mitológica. Por ejemplo, en uno de los episodios, Neptuno con un tridente (que forma parte del Escudo de Ucrania) exclama "¡Ucrania aún no ha perecido!", que es un verso del Himno nacional de Ucrania.
La novela presenta un amplio panorama de personas de todos los estratos de la población y profesiones entre los emigrantes ucranianos. El espectro de personajes abarca desde trabajadores agrícolas y de la construcción hasta profesores, artistas e inventores. Además, los personajes pertenecen a distintas generaciones de ucranianos que ya nacieron en el extranjero y conservan o experimentan cambios en su identidad nacional.

## Resumen de la trama

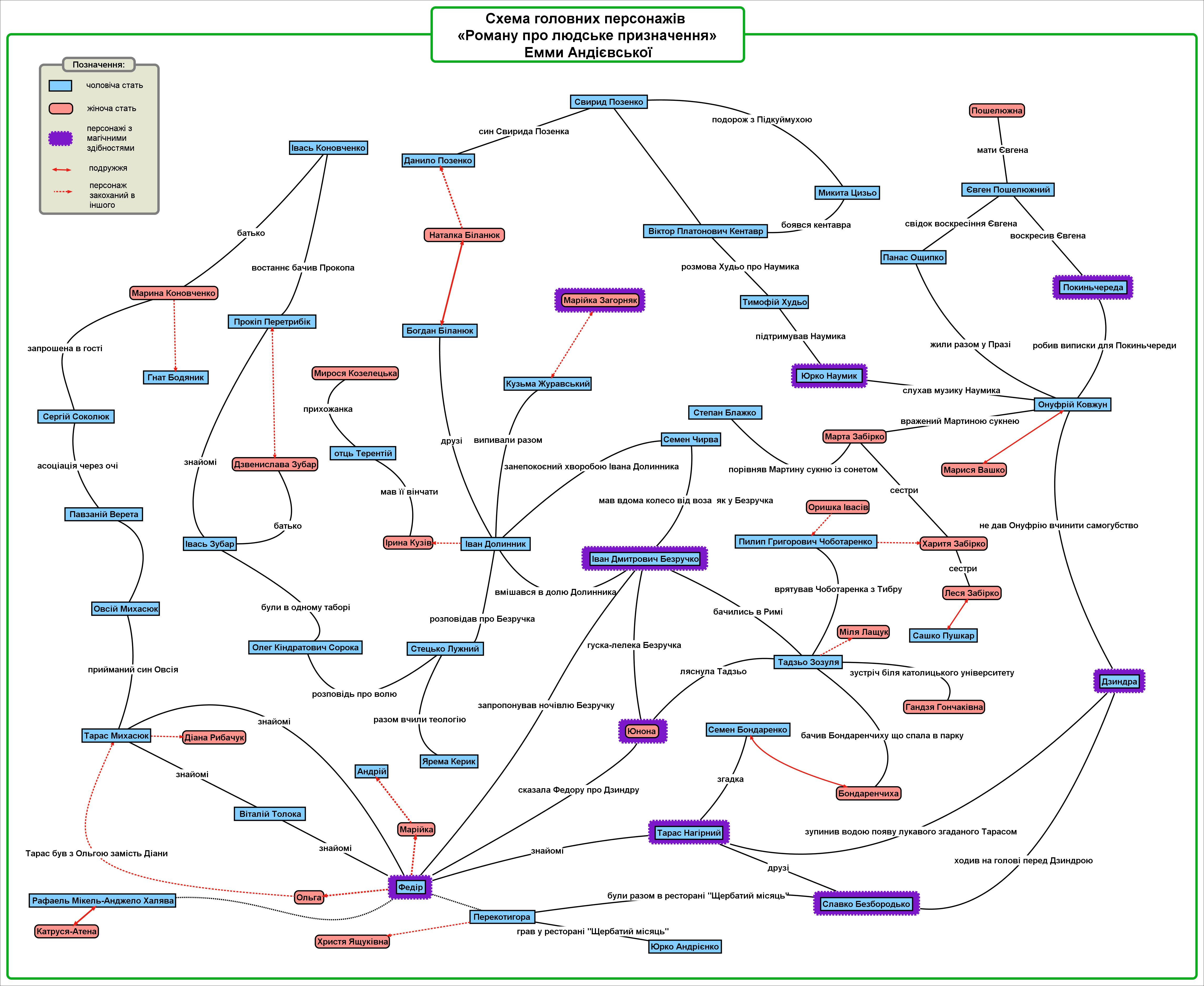
Personajes principales de la novela y sus interrelaciones.

La trama de la novela consiste en historias de vida o episodios vitales de sus numerosos personajes. Las historias desembocan unas en otras con la mención del siguiente héroe. George Shevelov calificó este texto de antinovela y de "novela fluvial". A muchos personajes les ocurren sucesos místicos y los acontecimientos se describen con el característico estilo surrealista del autor.
La novela comienza con una conversación entre dos ángeles guardianes sobre el destino humano. Los ángeles están de pie formando un círculo.
Fedir, el arquitecto, conoce al inventor sin hogar Ivan Bezruchko. Bezruchko no se separa nunca de su misterioso invento, guardado en un depósito metálico de lino. El invento de Bezruchko está relacionado con Ucrania. Además, siempre le acompaña la cigüeña Juno, que puede hablar latín y tragar serpientes. La acción de la novela comienza en Múnich, como indica la mención de lugares como Marienplatz, Iglesia de Asam y Englischer Garten. Bezruchko es el único personaje que aparece en toda la novela, y Fedir vuelve a mencionarse al final de la misma.
El inmortal Dzyndra, autor de la teoría de los espejos del siglo XV, es otro personaje mágico similar a Bezruchko.
Taras Nagirny, conocido de Fedir, también está dotado de habilidades sobrenaturales. Es capaz de atravesar paredes y tiene ojos fosforescentes.
Raphael Michel-Angelo Khalyava es un arrogante genio de la música cuyos antepasados intentaron fingir sus orígenes para parecer más antiguos.
A continuación se presenta a Ivan Dolynnyk, un superdotado por naturaleza. Ivan es amigo íntimo de Bohdan Bilanyuk.
Una parte importante de la historia está dedicada al profesor Oleh Kindratovych Soroka. Procedente de la Ucrania oriental rusificada, se interesa por su identidad ucraniana.
La novela termina con una conversación entre dos ángeles, que discuten sobre la posibilidad del Juicio Final.